# Pristimantis bogotensis
Pristimantis bogotensis là một loài động vật lưỡng cư trong họ Strabomantidae, thuộc bộ Anura. Loài này được Peters mô tả khoa học đầu tiên năm 1863.
Chúng là loài đặc hữu của Colombia. Môi trường sống tự nhiên của nó là các khu rừng vùng núi ẩm nhiệt đới hoặc cận nhiệt đới, đồng cỏ ở cao nhiệt đới hoặc cận nhiệt đới, vùng đồng cỏ, vườn nông thôn, và các vùng đô thị.

## Hình ảnh

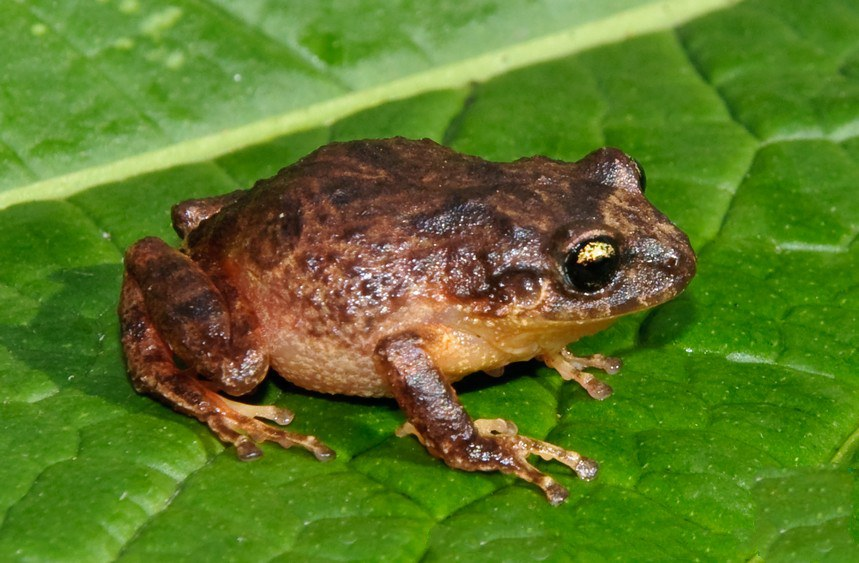